# Wagga Wagga
Wagga Wagga je město v Austrálii ve státě Nový Jižní Wales. Leží na řece Murrumbidgee. Žije zde více než 56 000 obyvatel (2018).

## Geografie
Wagga Wagga se nachází na východním konci oblasti Riverina, kde se svahy Velkého předělového pohoří (Great Dividing Range) zplošťují a tvoří rovinu Riveriny. Město se rozkládá na řece Murrumbidgee, jedné z velkých řek Murray-Darlingské pánve. Centrum města je na jižním břehu, chráněné hrází před potenciálními záplavami.
Město leží na půli cesty mezi největšími městy Austrálie, 452 kilometrů jihozápadně od Sydney a 456 kilometrů severovýchodně od Melbourne, přičemž tudy prochází železniční trať Sydney–Melbourne. Australská národní dálnice (Sturt Highway) prochází městem na cestě z Adelaide k její křižovatce s hlavní trasou Sydney–Melbourne, na Hume Highway, která je 45 kilometrů na východ.
Wagga Wagga je hlavním centrem Riverina a pro také pro velkou část regionu Jihozápadní svahy (South West Slopes) poskytuje vzdělání, zdravotnictví a další služby, celkem pro oblast sahající až k městům Griffith na západě, Cootamundra na severu a Tumut na východě.